# 与野市
与野市（よのし）は、埼玉県南部に1958年（昭和33年）7月15日から2001年（平成13年）4月30日まで存在した市。以降、市域はさいたま市に属している。
2001年5月1日に浦和市・大宮市と新設合併を行い、さいたま市が誕生したことにより消滅した。2003年（平成15年）4月1日、さいたま市の政令指定都市への移行に伴い、旧与野市の全域は中央区の中核となった。
市制施行前の与野町までは北足立郡に属した。与野市時代の市民の通勤先は、東京都特別区部へ35.3%、浦和市へ13.4%、大宮市へ9.1%（いずれも平成12年国勢調査）の比率だった。

## 地理
埼玉県の南東部に位置した市域は、現在のさいたま市中央区の区域にほぼ一致する。ただし、さいたま市の政令指定都市移行にあたって行政区を設定する過程で、旧与野市・浦和市・大宮市の3市にまたがっていた「さいたま新都心土地区画整理事業区域西側地区（さいたま新都心のうち東北本線以西の地域）」を一体的に中央区に編入することとなった経緯から、旧与野市域は現在の中央区の8.39 km2よりもわずかに狭い8.29 km2であった。

## 人口
2001年4月1日の人口は83,620人であった。中央区になった後も漸増し、2005年には9万人を超え、2018年に10万人を突破した。

## 歴史
「与野」の地名は、鎌倉時代末の1314年（正和3年）に成立した「融通念仏縁起絵巻」の正嘉疫癘の段に「武蔵国与野郷」とあるのが初見とされる。
旧与野市域の中心部（現中央区本町東・本町西のそれぞれ一部）は町村制施行以前からの与野町であり、通称与野本町と呼ばれる。この地区は古くは鎌倉街道の上道と中道とを結ぶ羽根倉道上に位置し、室町時代から市場の町として栄えた。江戸時代には、甲州街道日野宿と中山道、奥州街道とを結ぶ脇往還の人馬継立場として、また中山道浦和宿と川越を結ぶ川越浦和道の経由地として江戸や周辺地域からの商品物資集散地としての機能を有していた。幕末期の文化・文政期（1804年〜1830年）与野宿は、大宮宿・浦和宿よりも家数が多かったとされており、また1887年（明治20年）作成と推定される記録でも、浦和町の人口3,524人、大宮町の人口2,860人に対し、与野町の人口は3,877人であり、これら2町を上回る人口を有していた。

### 浦和・大宮との関係
近代初期には与野宿は近隣の浦和宿や大宮宿を越える繁栄を見せ、当時の大宮の住人は「大きな買い物は与野でする」などと言われた時代もある。しかし後に県庁所在地・文教都市として発展した浦和町（→浦和市）や鉄道の結節点として発展した大宮町（→大宮市）が周囲の町村を合併しつつ拡大する一方で、旧与野は両市に挟まれつつ永らく単一の自治体として独立を保ったものの、旧浦和や旧大宮よりも面積や人口や経済力などで劣っていたため、与野は浦和や大宮ほどの知名度はなかった。
それ故、旧与野市に所在しながら「浦和」や「大宮」という地名を称していた機関は、民間企業だけではなく官公庁も含め存在していた。具体的には、浦和西警察署は旧浦和市ではなく旧与野市にあり、旧大宮赤十字病院（現さいたま赤十字病院）は旧大宮市ではなく旧与野市にあった。また京浜東北線の与野駅は旧与野市ではなく、旧浦和市にあった。
そのような背景もあって、さいたま市発足前の与野市役所庁舎（現・さいたま市中央区役所庁舎）壁面には、埼京線の車窓から見えるように向けられた「ここは与野市です」という大きな看板が掲げられていた。

### 沿革
- 1314年（正和3年） - この年に成立した「融通念仏縁起絵巻」の正嘉疫癘の段に、初めて「与野郷」の地名が記録される。
- 1415年（応永22年） - この年の資料には、与野に市が開かれたことが記されている[6]。
- 1591年（天正14年） - 与野郷より与野村が分村する[7]。
- 1644年（寛永21年）〜1648年（慶安元年）頃 - 町立てが行なわれ、与野町となる[7]。
- 1730年（享保15年） - 高沼代用水路が完成する[8]。
- 1889年（明治22年）4月1日 - 町村制施行に伴い、北足立郡与野町・小村田村・下落合村・上落合村・中里村・大戸村・鈴谷村・上峰村・八王子村・円阿弥村が合併して与野町となる。なお、旧与野町は大字与野となる[7]。
- 1912年（大正元年） - 与野町の東に隣接する木崎村において、東北本線に与野駅が設置される。
- 1940年（昭和15年） - 大字与野の一部を三橋村に編入する[7]。
- 1947年（昭和22年） - 大字小村田が大字与野に編入される[7]。
- 1958年（昭和33年）7月15日 - 市制施行により与野市となる[9]。
- 1962年（昭和37年） - 大字与野の一部を大字鈴谷に編入[7]。翌年も実施された。
- 1971年（昭和46年） - 大字与野の一部を浦和市に編入[7]。
- 1985年（昭和60年） - 埼京線が開通し、与野市内に南与野駅、与野本町駅、北与野駅が開業する。
- 2001年5月1日 - 浦和市、大宮市と合併してさいたま市となる。
- 2003年4月1日 - 政令指定都市移行に伴い、全域が中央区となる。
  - 前述の通り、旧与野市役所庁舎がさいたま市中央区役所庁舎となる。

## 本社を置く主な企業
- 安楽亭
- 埼玉スバル
- 島忠（さいたま市発足後の2019年に西区（旧大宮市三橋）から本社が移転。）
- でんきち
- ドイト（現：コーナンドイト、スカイグリーン）
- 日本ピストンリング
- 与野フードセンター

## 行政

### 歴代首長（与野町長）
| 代 | 氏名         | 就任年月日     | 退任年月日     | 期・備考                                                                        |
| -- | ------------ | -------------- | -------------- | ------------------------------------------------------------------------------- |
| 初 | 福島金英太郎 | 1899年6月20日  | 1910年3月31日  | 1期                                                                             |
| 2  | 井原弥四郎   | 1910年5月25日  | 1914年5月22日  | 1期                                                                             |
| 3  | 井原義助     | 1914年11月9日  | 1920年3月16日  | 1期                                                                             |
| 4  | 井原貞亮     | 1920年4月12日  | 1924年4月11日  | 1期                                                                             |
| 5  | 井原義助     | 1924年12月24日 | 1928年12月23日 | 1期（通算2期）                                                                  |
| 6  | 渡辺綱治     | 1929年4月6日   | 1933年4月15日  | 1期                                                                             |
| 7  | 井原貞亮     | 1933年5月30日  | 1937年5月29日  | 1期（通算2期）                                                                  |
| 8  | 渡辺綱治     | 1937年5月30日  | 1939年1月28日  | 1期（通算2期）                                                                  |
| 9  | 井原義助     | 1939年4月26日  | 1944年4月23日  | 1期（通算3期）                                                                  |
| 10 | 井原和一     | 1944年5月1日   | 1946年11月6日  | 1期                                                                             |
| 11 | 茂木喜之     | 1947年4月15日  | 1951年3月30日  | 1期・当代以降は公選制で選出                                                     |
| 12 | 中村弥太郎   | 1951年4月23日  | 1953年6月23日  | 1期                                                                             |
| 13 | 柏房吉       | 1953年8月3日   | 1955年4月30日  | 1期                                                                             |
| 14 | 茂木喜之     | 1955年5月1日   | 1958年7月14日  | 1期（通算2期）・1958年7月15日-1959年4月30日まで与野市長として1期在任（通算3期） |

### 歴代首長（与野市長）
| 代 | 氏名     | 就任年月日    | 退任年月日    | 期・備考                                                                                                   |
| -- | -------- | ------------- | ------------- | --- |
| 初 | 茂木喜之 | 1958年7月15日 | 1959年4月30日 | 1期・1947年4月15日-1951年3月30日 及び1955年5月1日-1958年7月14日まで通算2期与野町長として在任（通算3期）    |
| 2  | 白鳥三郎 | 1959年5月1日  | 1963年4月30日 | 1期 |
| 3  | 白鳥三郎 | 1963年5月1日  | 1967年4月30日 | 2期 |
| 4  | 白鳥三郎 | 1967年5月1日  | 1971年4月30日 | 3期 |
| 5  | 白鳥三郎 | 1971年5月1日  | 1975年4月30日 | 4期 |
| 6  | 白鳥三郎 | 1975年5月1日  | 1979年4月30日 | 5期 |
| 7  | 白鳥三郎 | 1979年5月1日  | 1983年4月30日 | 6期 |
| 8  | 井原勇   | 1983年5月1日  | 1987年4月30日 | 1期 |
| 9  | 井原勇   | 1987年5月1日  | 1991年4月30日 | 2期 |
| 10 | 井原勇   | 1991年5月1日  | 1995年4月30日 | 3期 |
| 11 | 井原勇   | 1995年5月1日  | 1999年4月30日 | 4期 |
| 12 | 井原勇   | 1999年5月1日  | 2001年4月30日 | 5期、合併によるさいたま市の設置に伴い失職。 2001年5月1日-2001年5月26日までさいたま市長職務執行者として在任 |

## 交通
- 中央区 (さいたま市)#交通を参照。
  - なお、与野駅は与野市との市境に近い浦和市（現さいたま市浦和区）上木崎に所在し、さいたま市成立前から与野に所在する駅では無かった。

## 主な学校
- Category:さいたま市中央区の教育を参照。
- 農民講道館農業短期大学：1963年3月廃校。

## 提携都市
- 新潟県南魚沼郡六日町（現・南魚沼市）
  - 1988年10月31日、友好都市関係提携